# Deraeocoris bullatus
Deraeocoris bullatus är en insektsart som beskrevs av Knight 1921. Deraeocoris bullatus ingår i släktet Deraeocoris och familjen ängsskinnbaggar. Inga underarter finns listade i Catalogue of Life.